# Tirreno-Adriatico 2023
La Tirreno-Adriatico 2023, cinquantottesima edizione della corsa, valida come settima prova dell'UCI World Tour 2023 categoria 2.UWT, si svolse in sette tappe dal 6 al 12 marzo 2023 su un percorso di 1 170,5 km, con partenza da Lido di Camaiore, sede della cronometro individuale d'apertura, e arrivo a San Benedetto del Tronto, in Italia. La vittoria fu appannaggio dello sloveno Primož Roglič, il quale completò il percorso in 28h38'57", alla media di 43,462 km/h, davanti al portoghese João Almeida ed al britannico Tao Geoghegan Hart.
La corsa toccò cinque regioni dell'Italia centrale: la Toscana, l'Umbria, il Lazio, l'Abruzzo e le Marche.
Sul traguardo di San Benedetto del Tronto 147 corridori, dei 174 partiti da Lido di Camaiore, completarono la gara.

## Tappe
Di seguito una tabella riassumente il percorso:
| Tappa  | Data     | Percorso                                                | km      | Vincitore di tappa | Leader cl. generale |  |
| ------ | -------- | ------------------------------------------------------- | ------- | ------------------ | ------------------- |  |
| 1ª     | 6 marzo  | Lido di Camaiore > Lido di Camaiore (cron. individuale) | 11,5    | Filippo Ganna      | Filippo Ganna       |  |
| 2ª     | 7 marzo  | Camaiore > Follonica                                    | 210     | Fabio Jakobsen     | Filippo Ganna       |  |
| 3ª     | 8 marzo  | Follonica > Foligno                                     | 216     | Jasper Philipsen   | Filippo Ganna       |  |
| 4ª     | 9 marzo  | Greccio > Tortoreto                                     | 218     | Primož Roglič      | Lennard Kämna       |  |
| 5ª     | 10 marzo | Morro d'Oro > Sarnano-Sassotetto                        | 165,6   | Primož Roglič      | Primož Roglič       |  |
| 6ª     | 11 marzo | Osimo Stazione > Osimo                                  | 193     | Primož Roglič      | Primož Roglič       |  |
| 7ª     | 12 marzo | San Benedetto del Tronto > San Benedetto del Tronto     | 154     | Jasper Philipsen   | Primož Roglič       |  |
| Totale | Totale   | Totale                                                  | 1 168,1 |                    |                     |  |

## Squadre e corridori partecipanti
| N.      | Cod. | Squadra                           |
| ------- | ---- | --------------------------------- |
| 1-7     | ADC  | Alpecin-Deceuninck                |
| 11-17   | ACT  | AG2R Citroën Team                 |
| 21-27   | APT  | Astana Qazaqstan Team             |
| 31-37   | TBV  | Bahrain Victorious                |
| 41-47   | BOH  | Bora-Hansgrohe                    |
| 51-57   | COF  | Cofidis                           |
| 61-67   | EFE  | EF Education-EasyPost             |
| 71-77   | EOK  | Eolo-Kometa Cycling Team          |
| 81-87   | GBF  | Green Project-BardianiCSF-Faizanè |
| 91-97   | GFC  | Groupama-FDJ                      |
| 101-107 | IGD  | Ineos Grenadiers                  |
| 111-117 | ICW  | Intermarché-Circus-Wanty          |
| 121-127 | IPT  | Israel-Premier Tech               |

| N.      | Cod. | Squadra                |
| ------- | ---- | ---------------------- |
| 131-137 | TJV  | Jumbo-Visma            |
| 141-147 | MOV  | Movistar Team          |
| 151-157 | Q36  | Q36.5 Pro Cycling Team |
| 161-167 | SOQ  | Soudal Quick-Step      |
| 171-177 | ARK  | Team Arkéa-Samsic      |
| 181-187 | COR  | Team Corratec          |
| 191-197 | DSM  | Team DSM               |
| 201-207 | JAY  | Team Jayco AlUla       |
| 211-217 | TEN  | TotalEnergies          |
| 221-227 | TFS  | Trek-Segafredo         |
| 231-237 | TUD  | Tudor Pro Cycling Team |
| 241-247 | UAD  | UAE Team Emirates      |

## Dettagli delle tappe

### 1ª tappa
- 6 marzo: Lido di Camaiore > Lido di Camaiore  – Cronometro individuale – 11,5 km

Risultati
| Pos. | Corridore        | Squadra | Tempo  |
| ---- | ---------------- | ------- | ------ |
| 1    | Filippo Ganna    | Ineos   | 12'28" |
| 2    | Lennard Kämna    | Bora    | a 28"  |
| 3    | Magnus Sheffield | Ineos   | a 31"  |

| Pos. | Corridore        | Squadra | Tempo  |
| ---- | ---------------- | ------- | ------ |
| 1    | Filippo Ganna    | Ineos   | 12'28" |
| 2    | Lennard Kämna    | Bora    | a 28"  |
| 3    | Magnus Sheffield | Ineos   | a 31"  |

### 2ª tappa
- 7 marzo: Camaiore > Follonica – 210 km

Risultati
| Pos. | Corridore        | Squadra  | Tempo    |
| ---- | ---------------- | -------- | -------- |
| 1    | Fabio Jakobsen   | Soudal   | 5h06'33" |
| 2    | Jasper Philipsen | Alpecin  | s.t.     |
| 3    | Fernando Gaviria | Movistar | s.t.     |

| Pos. | Corridore        | Squadra | Tempo    |
| ---- | ---------------- | ------- | -------- |
| 1    | Filippo Ganna    | Ineos   | 5h19'01" |
| 2    | Lennard Kämna    | Bora    | a 28"    |
| 3    | Magnus Sheffield | Ineos   | a 31"    |

### 3ª tappa
- 8 marzo: Follonica > Foligno – 216 km

Risultati
| Pos. | Corridore        | Squadra     | Tempo    |
| ---- | ---------------- | ----------- | -------- |
| 1    | Jasper Philipsen | Alpecin     | 5h19'08" |
| 2    | Phil Bauhaus     | Bahrain     | s.t.     |
| 3    | Biniam Girmay    | Intermarché | s.t.     |

| Pos. | Corridore        | Squadra | Tempo     |
| ---- | ---------------- | ------- | --------- |
| 1    | Filippo Ganna    | Ineos   | 10h38'09" |
| 2    | Lennard Kämna    | Bora    | a 28"     |
| 3    | Magnus Sheffield | Ineos   | a 30"     |

### 4ª tappa
- 9 marzo: Greccio > Tortoreto – 218 km

Risultati
| Pos. | Corridore          | Squadra | Tempo    |
| ---- | ------------------ | ------- | -------- |
| 1    | Primož Roglič      | Jumbo   | 5h00'04" |
| 2    | Julian Alaphilippe | Soudal  | s.t.     |
| 3    | Adam Yates         | UAE     | s.t.     |

| Pos. | Corridore     | Squadra | Tempo     |
| ---- | ------------- | ------- | --------- |
| 1    | Lennard Kämna | Bora    | 15h38'46" |
| 2    | Primož Roglič | Jumbo   | a 6"      |
| 3    | João Almeida  | UAE     | a 8"      |

### 5ª tappa
- 10 marzo: Morro d'Oro > Sarnano-Sassotetto – 165,6 km

Risultati
| Pos. | Corridore          | Squadra | Tempo    |
| ---- | ------------------ | ------- | -------- |
| 1    | Primož Roglič      | Jumbo   | 4h38'32" |
| 2    | Giulio Ciccone     | Trek    | s.t.     |
| 3    | Tao Geoghegan Hart | Ineos   | s.t.     |

| Pos. | Corridore     | Squadra | Tempo     |
| ---- | ------------- | ------- | --------- |
| 1    | Primož Roglič | Jumbo   | 20h17'14" |
| 2    | Lennard Kämna | Bora    | a 4"      |
| 3    | João Almeida  | UAE     | a 12"     |

### 6ª tappa
- 11 marzo: Osimo Stazione > Osimo – 193 km

Risultati
| Pos. | Corridore          | Squadra | Tempo    |
| ---- | ------------------ | ------- | -------- |
| 1    | Primož Roglič      | Jumbo   | 4h49'17" |
| 2    | Tao Geoghegan Hart | Ineos   | s.t.     |
| 3    | João Almeida       | UAE     | s.t.     |

| Pos. | Corridore         | Squadra | Tempo     |
| ---- | ----------------- | ------- | --------- |
| 1    | Primož Roglič     | Jumbo   | 25h06'21" |
| 2    | João Almeida      | UAE     | a 18"     |
| 3    | T. Geoghegan Hart | Ineos   | a 23"     |

### 7ª tappa
- 12 marzo: San Benedetto del Tronto > San Benedetto del Tronto – 154 km

Risultati
| Pos. | Corridore         | Squadra | Tempo    |
| ---- | ----------------- | ------- | -------- |
| 1    | Jasper Philipsen  | Alpecin | 3h32'36" |
| 2    | Dylan Groenewegen | Jayco   | s.t.     |
| 3    | Alberto Dainese   | DSM     | s.t.     |

| Pos. | Corridore         | Squadra | Tempo     |
| ---- | ----------------- | ------- | --------- |
| 1    | Primož Roglič     | Jumbo   | 28h38'57" |
| 2    | João Almeida      | UAE     | a 18"     |
| 3    | T. Geoghegan Hart | Ineos   | a 23"     |

## Evoluzione delle classifiche
| Tappa              | Vincitore          | Classifica generale Maglia azzurra | Classifica a punti Maglia ciclamino | Classifica scalatori Maglia verde | Classifica giovani Maglia bianca | Classifica a squadre |
| ------------------ | ------------------ | ---------------------------------- | ----------------------------------- | --------------------------------- | -------------------------------- | -------------------- |
| 1ª                 | Filippo Ganna      | Filippo Ganna                      | Filippo Ganna                       | non assegnata                     | Magnus Sheffield                 | Ineos Grenadiers     |
| 2ª                 | Fabio Jakobsen     | Filippo Ganna                      | Filippo Ganna                       | Stefano Gandin                    | Magnus Sheffield                 | Ineos Grenadiers     |
| 3ª                 | Jasper Philipsen   | Filippo Ganna                      | Jasper Philipsen                    | Davide Bais                       | Magnus Sheffield                 | Ineos Grenadiers     |
| 4ª                 | Primož Roglič      | Lennard Kämna                      | Jasper Philipsen                    | Davide Bais                       | João Almeida                     | Bora-Hansgrohe       |
| 5ª                 | Primož Roglič      | Primož Roglič                      | Primož Roglič                       | Primož Roglič                     | João Almeida                     | Bora-Hansgrohe       |
| 6ª                 | Primož Roglič      | Primož Roglič                      | Primož Roglič                       | Primož Roglič                     | João Almeida                     | UAE Team Emirates    |
| 7ª                 | Jasper Philipsen   | Primož Roglič                      | Primož Roglič                       | Primož Roglič                     | João Almeida                     | UAE Team Emirates    |
| Classifiche finali | Classifiche finali | Primož Roglič                      | Primož Roglič                       | Primož Roglič                     | João Almeida                     | UAE Team Emirates    |

Maglie indossate da altri ciclisti in caso di due o più maglie vinte
- Nella 2ª tappa Lennard Kämna ha indossato la maglia ciclamino al posto di Filippo Ganna.
- Nella 3ª tappa Fabio Jakobsen ha indossato la maglia ciclamino al posto di Filippo Ganna.
- Nella 6ª tappa Jasper Philipsen ha indossato la maglia ciclamino al posto di Primož Roglič e Giulio Ciccone ha indossato quella verde al posto di Primož Roglič.
- Nella 7ª tappa Tao Geoghegan Hart ha indossato la maglia ciclamino al posto di Primož Roglič e Davide Bais ha indossato quella verde al posto di Primož Roglič.

## Classifiche finali

### Classifica generale - Maglia azzurra
| Pos. | Corridore         | Squadra  | Tempo     |
| ---- | ----------------- | -------- | --------- |
| 1    | Primož Roglič     | Jumbo    | 28h38'57" |
| 2    | João Almeida      | UAE      | a 18"     |
| 3    | T. Geoghegan Hart | Ineos    | a 23"     |
| 4    | Lennard Kämna     | Bora     | a 34"     |
| 5    | Giulio Ciccone    | Trek     | a 37"     |
| 6    | Enric Mas         | Movistar | a 41"     |
| 7    | Mikel Landa       | Bahrain  | a 56"     |
| 8    | Hugh Carthy       | EF       | a 57"     |
| 9    | Aleksandr Vlasov  | Bora     | a 1'10"   |
| 10   | Thibaut Pinot     | Groupama | a 1'11"   |

### Classifica a punti - Maglia ciclamino
| Pos. | Corridore         | Squadra | Punti |
| ---- | ----------------- | ------- | ----- |
| 1    | Primož Roglič     | Jumbo   | 36    |
| 2    | Jasper Philipsen  | Alpecin | 34    |
| 3    | T. Geoghegan Hart | Ineos   | 24    |
| 4    | Phil Bauhaus      | Bahrain | 22    |
| 5    | João Almeida      | UAE     | 18    |

### Classifica scalatori - Maglia verde
| Pos. | Corridore          | Squadra | Punti |
| ---- | ------------------ | ------- | ----- |
| 1    | Primož Roglič      | Jumbo   | 25    |
| 2    | Davide Bais        | Eolo    | 20    |
| 3    | Giulio Ciccone     | Trek    | 18    |
| 4    | Julian Alaphilippe | Soudal  | 11    |
| 5    | T. Geoghegan Hart  | Ineos   | 11    |

### Classifica giovani - Maglia bianca
| Pos. | Corridore       | Squadra | Tempo     |
| ---- | --------------- | ------- | --------- |
| 1    | João Almeida    | UAE     | 28h39'15" |
| 2    | Brandon McNulty | UAE     | a 1'01"   |
| 3    | Felix Gall      | AG2R    | a 1'56"   |
| 4    | A. Leknessund   | DSM     | a 2'08"   |
| 5    | Thymen Arensman | Ineos   | a 4'09"   |

### Classifica a squadre
| Pos. | Squadra           | Tempo     |
| ---- | ----------------- | --------- |
| 1    | UAE Team Emirates | 85h59'51" |
| 2    | Bora-Hansgrohe    | a 29"     |
| 3    | Ineos Grenadiers  | a 5'03"   |
| 4    | Movistar Team     | a 9'26"   |
| 5    | Team DSM          | a 11'11"  |